# Gaahl
Gaahl, właśc. Kristian Eivind Espedal (ur. 7 sierpnia 1975 w Sunnfjord) – norweski wokalista i autor tekstów. Espedal znany jest przede wszystkim z występów w blackmetalowej grupie Gorgoroth, której był członkiem w latach 1998–2007. Mając 16 lat założył zespół Trelldom. Założył także grupę Gaahlskagg i grał w Sigfader. 
W 2001 roku Espedal został skazany na rok pozbawienia wolności za pobicie. Wokalista zapłacił także 158 tys. koron norweskich (ok. 25 tys. dolarów) na rzecz poszkodowanego. W 2005 roku muzyk został skazany, ponownie z powodu pobicia. Oprócz 14 miesięcy pobytu w więzieniu, na rzecz pobitego mężczyzny zasądzono także odszkodowanie w wysokości 100 tys. norweskich koron (ok. 16 tys. dolarów). 
Muzyk powszechnie błędnie określany jest jako satanista. Espedal praktykuje szamanizm nordycki. W 2008 roku publicznie oznajmił, że jest gejem. Również w 2008 roku w albumie Petera Beste'a pt. True Norwegian Black Metal (ISBN 978-1-57687-435-6) znalazły się zdjęcia przedstawiające sylwetkę muzyka. Ponadto w książce został opublikowany wywiad z wokalistą. W 2009 roku został sklasyfikowany na 32. miejscu listy 50 najlepszych heavymetalowych frontmanów wszech czasów według Roadrunner Records.

## Dyskografia
| Gorgoroth - Destroyer (1998, Nuclear Blast) - Incipit Satan (2000, Nuclear Blast) - Twilight of the Idols (In Conspiracy with Satan) (2003, Nuclear Blast) - Ad Majorem Sathanas Gloriam (2006, Regain Records) Trelldom - Disappearing of the Burning Moon (1994, wydanie własne) - Til Evighet (1995, Head Not Found) - Til et Annet… (1998, Hammerheart) - Til Minne… (2007, Regain Records) Skitliv - Skandinavisk Misantropi (2009, Season of Mist) |  | Wardruna - Runaljod – Gap Var Ginnunga (2009, Indie) - Runaljod – Yggdrasil (2013, Indie) Gaahlskagg - Erotic Funeral (2000, No Colours Records) Secht - Secht (2006, Sublife Records) Sigfader - Sigfaders Hevner (1999, wydanie własne) |

## Filmografia
- Metal: A Headbanger’s Journey (2005, film dokumentalny, reżyseria: Sam Dunn, Scot McFayden)[12]
- True Norwegian Black Metal (2007, film dokumentalny, realizacja: VBS/Vice Magazine)
- Black Metal: The Music of Satan (2011, film dokumentalny, reżyseria: Bill Zebub)
- Flukt(inne języki) (jako Grim, 2012, film fabularny, reżyseria: Roar Uthaug)[13][14]